# Helicaón
En la mitología griega, Helicaón (en griego antiguo "Ελικάων") era un príncipe troyano, hijo de Antenor y Téano y esposo de Laódice (hija de Príamo).
Fue herido durante los combates la noche de la toma de Troya, pero Ulises, que lo reconoció como uno de los hijos de Antenor, lo salvó sacándolo de la refriega.
El asteroide (30942) Helicaon lleva su nombre en su honor.